# Defense Innovation Advisory Board

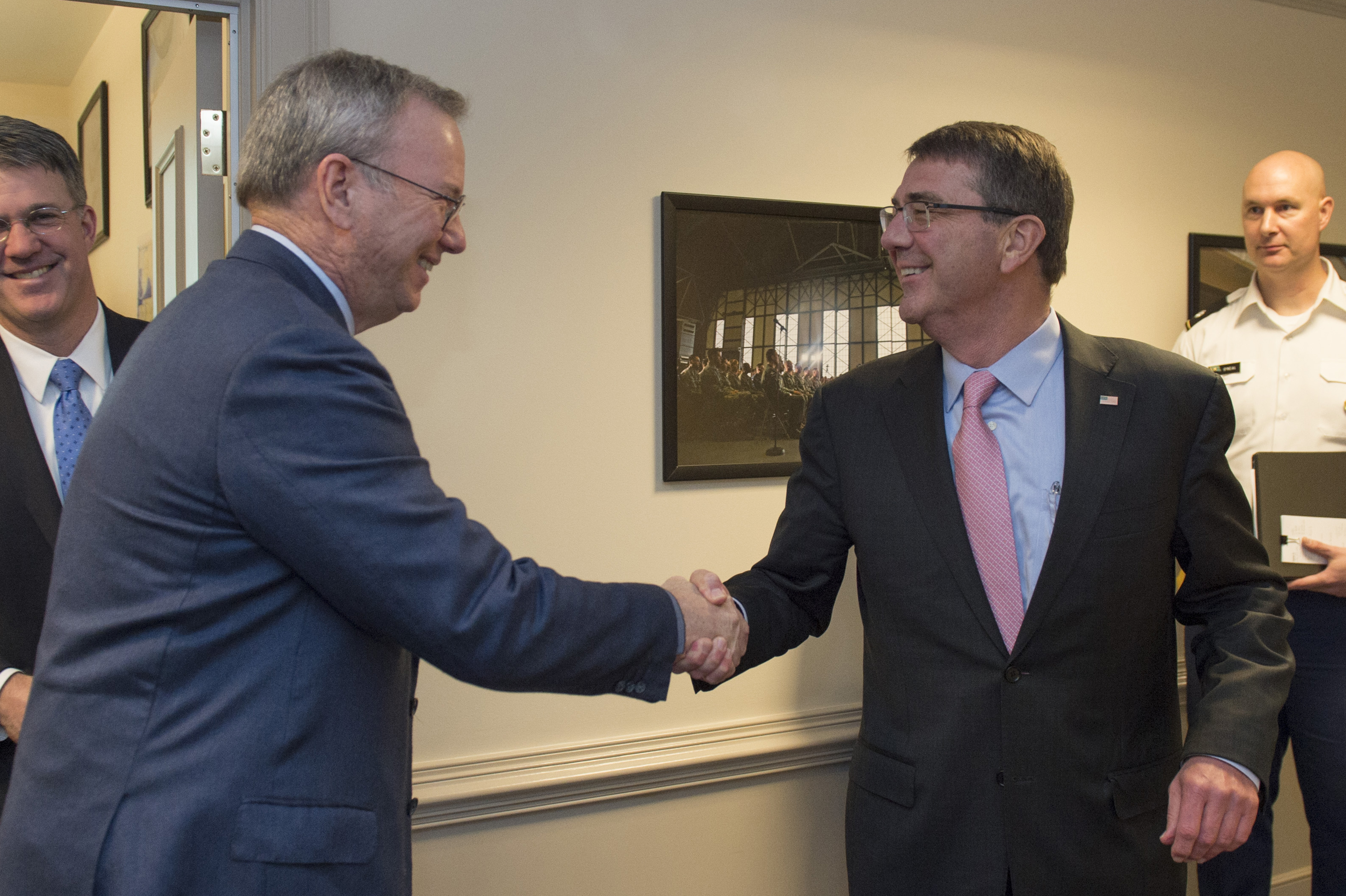
Eric Schmidt y Ash Carter

El Defense Innovation Advisory Board, en español Junta de asesoramiento en innovación, es una organización creada el 2016 con el objetivo de incorporar la innovación tecnológica de Silicon Valley en el Ejército de los Estados Unidos de América. La junta está formada por doce miembros, entre los cuales Eric Schmidt, de Google, tiene el rol de chair. Se reúnen periódicamente con el Secretario de Defensa de los Estados Unidos de América.

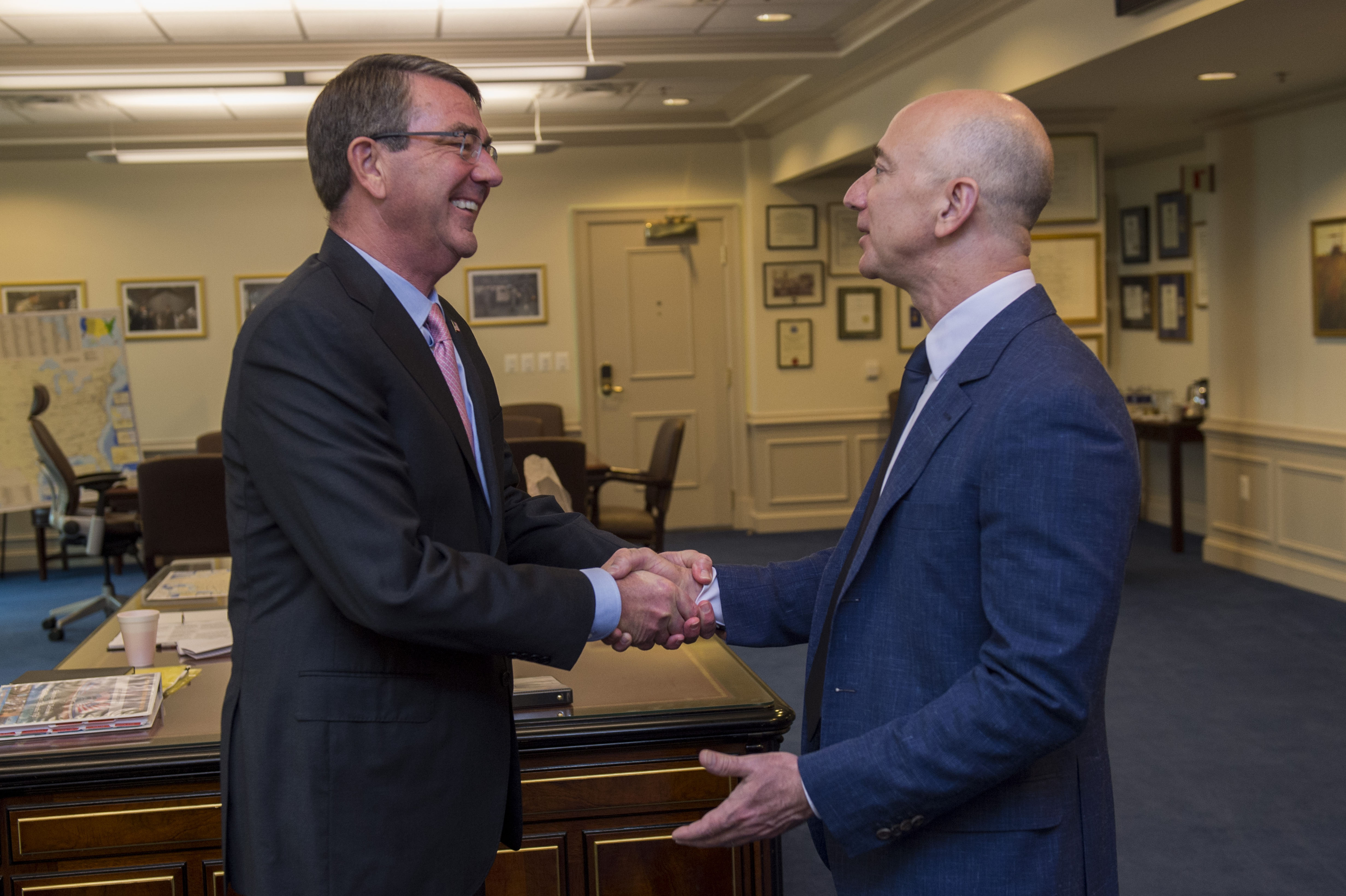
Jeff Bezos y Ash Carter

Ashton Carter, Secretario de EE. UU. de Defensa, anunció que la junta, definida siguiendo el modelo de la Defense Business Board, facilitaría que el Pentágono adapte sistemas de trabajo más innovadores y adaptativos. Joshua Marcuse es el actual Director Ejecutivo de la junta.

## Miembros de la junta
- Eric Schmidt - Presidente
- Jeff Bezos
- Reid Hoffman
- William H. McRaven
- Walter Isaacson[3]
- Jennifer Pahlka
- Milo Medin
- Marne Levine
- Michael McQuade
- Adam Grant
- Richard M. Murray
- Cass Sunstein
- Danny Hillis
- Eric Lander
- Neil deGrasse Tyson[4]